# Turks and Caicos Islands Football Association
Die Turks and Caicos Islands Football Association (kurz: TCIFA) ist der offizielle Fußballverband der Turks- und Caicosinseln. Gegründet wurde der Verband 1996. Im Mai 1996 wurde die TCIFA assoziiertes Mitglied des CONCACAF, 1998 folgte schließlich die Aufnahme in den Verband. Der FIFA-Beitritt folgte 1998 als 200. Mitglied des Weltfußballverbandes.
Mit der Aufnahme in die FIFA wurden die Turks- und Caicosinseln auch Teil des GOAL-Projektes des Weltverbandes zur Förderung des Jugendfußballs und des Schiedsrichterwesens im Land.

## Wettbewerbe

### Herren
- Provo Premier League: Die höchste Liga für Vereinsmannschaften der Turks- und Caicosinseln
- President’s Cup: Ein Pokalwettbewerb nach Abschluss der Liga

### Frauen
- Ports of Call Cup: Ein Pokalwettbewerb für Frauenfußballmannschaften